# Broadwell (Cotswold)
Broadwell é uma paróquia e aldeia do distrito de Cotswold, no condado de Gloucestershire, na Inglaterra. De acordo com o Censo de 2021, tinha 342 habitantes. Tem uma área de 7,21km².